# Ed (Hilgertshausen-Tandern)
Ed ist ein Gemeindeteil von Hilgertshausen-Tandern im oberbayerischen Landkreis Dachau.

## Geschichte
Der Weiler Ed gehörte zur selbständigen Gemeinde Hilgertshausen und kam im Jahr 1978 beim Zusammenschluss von Hilgertshausen mit Tandern zur neu gebildeten Gemeinde Hilgertshausen-Tandern.
Der Name des Weilers Ed leitet sich von Einöde ab. Der Ort in der Nähe des Flusses Ilm wird erstmals als „Einaid“ 1741 genannt. Bis Anfang des 20. Jahrhunderts hieß er Oed.
In Ed gibt es sieben Bauernhöfe, aber keine Kirche und keine Geschäfte. Nur ein landwirtschaftlicher Betrieb ist noch nebenerwerblich in der Milchwirtschaft aktiv. Ein Anwesen wurde in eine Zimmerei umgewandelt.
Im Jahr 1987 hatte der Ort 27 Einwohner, derzeit sind etwa 20 Personen hier wohnhaft.